# Dark Rage

Dark Rage est un film britannique réalisé par Lee Akehurst, sorti en 2008.

## Synopsis
Ned vit avec sa fille et son colocataire Paul, un médecin légiste. Tous deux sont tueurs en série.

## Fiche technique
- Titre : Dark Rage
- Réalisation : Lee Akehurst
- Scénario : Lee Akehurst
- Production : Lee Akehurst, Sarah Akehurst et Lance Patrick
- Société de production : Mediakiller
- Musique : Simon Richardson
- Photographie : Richard J. Wood
- Montage : Michael Bracewell
- Décors : Kelly Hogan et Eddie Tycer
- Pays d'origine : Royaume-Uni
- Format : Couleurs - 2,35:1 - Dolby Digital - 35 mm
- Genre : Thriller
- Durée : 95 minutes
- Date de sortie : 16 août 2008 (Royaume-Uni)

## Distribution
- Christopher Dunne : Ned
- Christopher Dane : Paul
- Sarah Akehurst : Kate
- Helen Millar : Rebecca
- Brett Findlay : Chris
- Neil Linpow : Jason
- Kay Taylor : Lucy
- Lance Patrick : Weller
- Ross Holland : Pollard
- Graeme Benson : Palmer
- John Ashley Cole : James Harris
- Elise Harris : Elizabeth Jane Harris
- Adam Dahrouge : Mick, le rocker
- Jennifer Burgess : Mme Evans
- Mirjam Genetay : Libby

## Autour du film
- Le tournage s'est déroulé à East End et Wimbledon, à Londres.